# Hercai
Hercai est une série télévisée turque en 69 épisodes de 150 minutes diffusée entre le 15 mars 2019 et le 25 avril 2021 sur la chaîne atv,.
Cette série est inédite dans tous les pays francophones.

## Synopsis
Les deux personnages principaux de la série sont Reyyan et Miran. Après la mort de ses parents alors qu'il n'était qu'enfant, Miran revient, 27 ans plus tard, à Mardin accompagné de sa grand-mère (Azize Aslanbey), de sa tante (Sultan) et de sa cousine (Gonul, avec qui il est marié) pour prendre sa vengeance contre Hazar Sadoglu qui aurait tué ses parents. Pour se venger, il va faussement épouser la fille du meurtrier présumé de ses parents (Reyyan Sadoglu) et l'abandonner le lendemain après avoir consommé le mariage pour ramener le déshonneur sur la famille des Sadoglu. Mais étant tombé amoureux, rien ne va se passer comme il l'avait prévu, Miran ne peut pas abandonner Reyyan. Miran découvrira les réelles circonstances de la mort de ses parents que sa grand-mère lui avait caché notamment qu'il est le fils de Hazar Sadoglu et que ce dernier n'est pas le meurtrier de ses parents mais l'ex-amant de sa mère sachant que (Reyyan Sadoglu n'est pas la vraie fille de Hazar Sadoglu) donc (Dilsah et Hazar sont les parents de Miran. Zehra et Mahfuz sont les parents de Reyyan).
Parallèlement à l'histoire d'amour de Reyyan et Miran, le cousin de Reyyan est amoureux d'elle tout comme Gonul est amoureuse de Miran.

## Distribution
- Akın Akınözü (tr) : Miran Şadoğlu
- Ebru Şahin : Reyyan Şadoğlu
- Ayda Aksel (tr) : Azize Aslanbey
- Macit Sonkan (tr) : Nasuh Şadoğlu
- Gülçin Santırcıoğlu (tr) : Sultan Aslanbey
- Serhat Tutumluer (tr) : Hazar Şadoğlu
- Oya Unustası (tr) : Gönül Aslanbey
- Ahmet Tansu Taşanlar (tr) : Azat Şadoğlu
- Serdar Özer (tr) : Cihan Şadoğlu
- Gülçin Hatıhan (tr) : Handan Şadoğlu
- Feride Çetin (tr) : Zehra Şadoğlu
- İlay Erkök (tr) : Yaren Şadoğlu
- Cahit Gök (tr) : Fırat Demiralp
- Aydan Burhan (tr) : Hanife Derbent
- Güneş Hayat : Esma Demiralp
- Sera Kutlubey (tr) : Azra
- İnci Şen : Nigar Katarcı
- Eylem Tanrıver : Keriman Çetin
- Aslı Samat : Melike Aştutan
- Ebrar Alya Demirbilek : Gül Şadoğlu
- Eda Elif Başlamışlı : Elif Aslanbey 1
- Duygu Yetiş : Elif Aslanbey 2
- Gökhan Yavuz : Rıza Demir
- Emrullah Omay : Mahmut Kim